# Ígor Lobánov
Ígor Vladímirovich Lobánov –en ruso, Игорь Владимирович Лобанов– (Moscú, URSS, 4 de julio de 1979) es un deportista soviético que compitió en luge en la modalidad doble. Ganó una medalla de bronce en el Campeonato Mundial de Luge de 1990.

## Palmarés internacional
| Campeonato Mundial | Campeonato Mundial | Campeonato Mundial | Campeonato Mundial |
| Año                | Lugar              | Medalla            | Prueba             |
| ------------------ | ------------------ | ------------------ | ------------------ |
| 1990               | Calgary (Canadá)   | Medalla de bronce  | Equipo             |